# Eric van der Wal
Eric van der Wal (* 12. November 1940 in Bergen) ist ein nordholländischer Künstler und Büchermacher. Als Kleinverleger
veröffentlicht er Werke der Buchkunst: künstlerisch gestaltete und mit Buchillustrationen versehene Pressendrucke.

## Leben
Nach Schulbesuch, einem kurzen Kunststudium in Amsterdam und einer Druckerlehre in Alkmaar lebt und arbeitet Eric van der Wal seit Anfang der 1960er Jahre als freier Künstler und Büchermacher in Bergen/Nordholland. Er ist verheiratet und hat zwei Kinder.
Eric van der Wal ist Mitglied bei niederländischen Vereinigung von Kleinverlegern und Pressendruckern „Drukwerk in de Marge“, in der „Grafiekgroep Bergen“ (früher „Grafisch Genootschap Drukkerstroost“) und im „Kunstenaarscentrum Bergen (KCB)“. Seine Grafiken und Bücher sind in zahlreichen Ausstellungen in den Niederlanden und in anderen europäischen Ländern gezeigt worden.
1992 verlieh das niedersächsische Ministerium für Wissenschaft und Kultur in Anerkennung seiner besonderen Verdienste um die Förderung neuer Literatur aus Niedersachsen Eric van der Wal einen Sonderpreis des Niedersächsischen Künstlerstipendiums.
Eric van der Wals Grafiken und Bücher sind in vielen öffentlichen Sammlungen zu finden, unter anderem in der Leibniz Bibliothek (Niedersächsische Landesbibliothek) in Hannover, in der Bibliothek des Deutschen Literaturarchivs Marbach und des Lyrik-Kabinetts München, im Klingspor-Museum, in der Königlichen Bibliothek der Niederlande in Den Haag sowie der Zeeuwse Bibliotheek in Middelburg. Regelmäßig angekauft werden sie vom Museum Meermanno-Westreenianum in Den Haag, das eine vollständige Sammlung der Bücher besitzt.

## Werk
Als bildender Künstler hat Eric van der Wal sich nach Gouachen und Collagen vor allem auf die Druckgrafik konzentriert und ein umfangreiches, oft ausgestelltes Œuvre geschaffen. Nach anfänglichen Vogel- und Tiermotiven sind immer wieder Meer, Küste und Landschaft seiner holländischen Heimat, aber auch der Bretagne und Normandie Gegenstand seiner Radierungen, Holz- und Linolschnitte. Dabei experimentiert er nicht nur mit verschiedenen Druckträgern (Holzlatten, Wellpappe u. a.), sondern überführt in vielen Werkserien die zunächst realistisch erfassten Motive in expressiv aufgeladene, der Abstraktion nahe kommende Bildwelten. Elemente der Landschaft (zum Beispiel Zäune, Gatter, Brücken) werden so zu grafischen Formen und Strukturen jenseits ihrer Gegenständlichkeit, die sich oft als Buchstaben oder reduzierte Zeichen lesen lassen.
Seine Arbeit als Büchermacher, Pressendrucker und Kleinverleger begann 1961 mit dem Druck von Gedichten seines Vaters Theo J. van der Wal (Vijf verzen), eines holländischen Schriftstellers, Journalisten und Kritikers, der in den Folgejahren sein literarischer Berater bei der Auswahl der Manuskripte war. Nach dessen Tod übernahm 1984 der deutsche Autor Hans Georg Bulla als Lektor und Herausgeber diese Arbeit und bestimmt seitdem auch das literarische Profil mit.
Seit der Herausgabe des Buchs Hommage à von Karlhans Frank 1968 druckt und verlegt Eric van der Wal fast ausschließlich Manuskripte deutschsprachiger Autoren aus der Bundesrepublik Deutschland, der damaligen DDR, aus der Schweiz aus Luxemburg und Österreich, in aller Regel Erstausgaben und oft genug Debüts. Diese Besonderheit seiner verlegerischen Tätigkeit hat ihm den Titel eines „Außenposten neuer deutscher Literatur in Holland“ eingetragen. Zu seinen Autorinnen und Autoren zählen unter andern Hugo Dittberner, Maria Beig, Hannelies Taschau, Guntram Vesper, Hermann Kinder, Johann P. Tammen, Richard Pietraß, Peter Gosse, Henning Ziebritzki und Bert Strebe. Seit Bestehen seiner Presse hat er fast zweihundert Titel verlegt, jeweils in einer Auflage von sechzig bis neunzig Exemplaren, dazu produzierte er zahlreichen Einblatt-, Widmungs- und Privatdrucke. Kein Buch gleicht dabei dem anderen: Für jeden neuen Text wird eine eigenständige, spezifische Buch- und Grafikidee verwirklicht, so dass beispielsweise Buchobjekte (aus Holz, in Pappschachteln) und in vielfältiger Weise illustrierte oder mit Beigaben versehene Bücher entstehen. Gedruckt werden die trotz aller buchkünstlerischen Experimentierfreudigkeit im Mittelpunkt stehenden Texte auf einer Dresdener Victoria Tiegelpresse aus den 1920er Jahren.

## Zitat
„25 bis 90 Exemplare stellt van der Wal pro Band her, in einfacher, fast könnte man sagen: bäuerlich-protestantischer Handwerksarbeit, in der bei aller Kunstfertigkeit schnörkellose, ja nüchterne Produkte mit einer klaren Schrift entstehen. Das verhindert, dass die Texte nur eine Nebenrolle spielen. Glücklicherweise handelt es sich also um bibliophile Gegenstände, aber nicht um prätentiöse Verschrobenheiten und nicht um perfektes Design. Eric van der Wal kennt die Kunst, ästhetisch schöne Dinge zu machen, die gleichzeitig einen soliden, ja manchmal fast robusten Charme ausstrahlen.“

## Ausstellungen
- 1984: Universitätsbibliothek Konstanz
- 1985: Gutenberg-Museum, Mainz
- 1986: Steintormuseum, Goch
- 1986: Universitäts- und Landesbibliothek Münster
- 1988: Katholische Akademie Franz-Hitze-Haus, Münster
- 1992: Museum Meermanno-Westreenianum, Den Haag
- 1994: Stadtbibliothek Helsinki
- 1994: Heinrich-Heine-Haus, Lüneburg
- 1996: Grafisch Museum, Groningen
- 1999: Kunstuitleen Haarlem, Haarlem
- 2001: Niedersächsische Landesbibliothek Hannover
- 2006: Westfriesen-Museum, Hoorn (NL)
- 2010: Schloss Landestrost (Retrospektive)
- 2011: Museum für Westfälische Literatur Haus Nottbeck